# Iglesia de la Natividad de Nuestra Señora (San Martín de la Vega)
La iglesia parroquial de la Natividad de Nuestra Señora es un templo católico ubicado en el municipio español de San Martín de la Vega, en la Comunidad de Madrid. Se trata de un edificio del siglo XVI con planta rectangular, con una sola nave y cabecera plana. 

## Descripción
Según Juan Ortega Rubio la iglesia habría estado dedicada a San Martín hasta 1576, fecha en la cual pasó a estar bajo la advocación de la Natividad de Nuestra Señora. A los lados del crucero se abren sendas capillas y la sacristía. Tanto el presbiterio como el crucero se cubren con bóvedas de crucería. La nave presenta una bóveda encamonada con lunetos. La capilla del lado de la derecha y la bautismal se cubren con cúpulas sobre pechinas y, por último, la sacristía lo hace con un alfarje de madera moderno. 
Al exterior se aprecian contrafuertes de sección troncocónica en las esquinas del ábside. Los materiales constructivos son: El zócalo de mampostería o sillería según las zonas y cajoneras de mampostería con verdugadas de ladrillo en los paramentos. El acceso principal lo tiene a los pies y se resuelve con una portada protegida con un alpendre de madera. En el lado derecho se abre otra portada de iguales características. La torre de ladrillo se alza en el lado izquierdo del acceso principal, tiene planta cuadrada, cuatro cuerpos con vanos rectangulares en cada uno de los frentes, excepto en el cuerpo de campanas, donde aparecen parejas de arcos de medio punto entre pilastras, se remata con un chapitel de pizarra de traza barroca.
En el templo se aprecian varias etapas constructivas. El presbiterio y crucero son del segundo tercio del siglo XVI. El cuerpo de la nave puede datarse a finales del siglo XVI o principios del XVII, así como la torre. Finalmente, en el siglo XVIII se construye la capilla de la derecha bajo la advocación de la Virgen del Rosario.